# Берестовка (Сумская область)
Бересто́вка (укр. Берестівка) — село, Берестовский сельский совет, Липоводолинский район, Сумская область, Украина. Код КОАТУУ — 5923281201. Население по переписи 2001 года составляло 808 человек.
Является административным центром Берестовского сельского совета, в который, кроме того, входит село Яловый Окоп.

## Географическое положение
Село Берестовка находится на берегу реки Хорол, выше по течению на расстоянии в 3 км расположено село Кимличка, ниже по течению на расстоянии в 0,5 км расположено село Панасовка. По селу протекает несколько пересыхающих ручьёв с запрудами. Через село проходит автомобильная дорога Т-1917.

## История
- Село Берестовка основано в первой половине XVII века.

## Экономика
- «Берестовское», ООО.
- «Тарас», фермерское хозяйство.

## Объекты социальной сферы
- Школа.
- Клуб.
- Фельдшерско-акушерский пункт.

## Известные люди
- Шевченко, Григорий Макарович — Герой Советского Союза.